# Flaga Melbourne
Flaga Melbourne – oficjalny symbol tego miasta. Jej kształt to prostokątny płat tkaniny o stosunku szerokości do długości 2:3. Swym wyglądem odwzorowuje tarcze herbu Melbourne. Przedstawia czerwony krzyż św. Jerzego z koroną królewską na środku, który dzieli flagę na cztery części. W każdej z nich znajduje się jedno godło; w pierwszej - heraldyczne wyobrażenie złotego runa, w drugiej - pasącego się byka, w trzeciej - wieloryba i w ostatniej okręt żaglowy. Są one zwrócone do drzewca. Tak więc na awersie widać głowy zwierząt i dziób statku zwrócone w lewą stronę, natomiast na rewersie w stronę prawą.      